# 比洛維日
51°22′54″N 27°28′1″E / 51.38167°N 27.46694°E

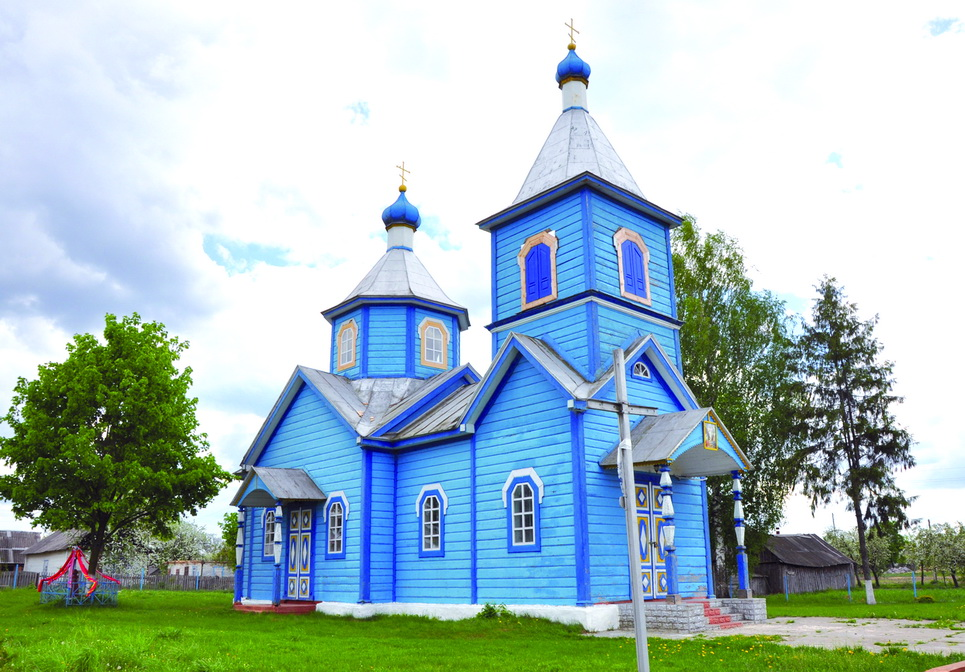

比洛維日（烏克蘭語：Біловіж），是烏克蘭西北部的村莊，隸屬里夫內州的薩爾內區。該村始建於1590年，面積85.6平方公里，海拔高度168米，2001年人口1,021，人口密度每平方公里11.9人。